# قناة دجلة الفضائية
قناة دجلة الفضائية هي قناة تلفزيونية فضائية عراقية تتخذ من عمان في الأردن مقرًا لها. مملوكة لرجل الاعمال ضياء الزيدي.

## حرق مقر القناة
في يوم 31 آب أغسطس 2020 أقدمت مجموعة من الأشخاص على تحطيم وحرق مبنى مقر قناة دجلة الفضائية في بغداد احتجاجا على بث إحدى قنوات مؤسسة دجلة أغاني في ليلة عاشوراء، ولكن إدارة القناة قدمت اعتذارا لجمهورها، مؤكدة أن "بث الأغاني لم يكن مقصوداً في ليلة عاشوراء. وتم تدمير أثاث مكتب القناة الموجود في الجادرية وثم تم حرقه، مرددين شعار "لبيك يا حسين". وفي نفس اليوم قامت محكمة الرصافة بإصدار أمر قبض على مالك القناة جمال الكربولي بتهمة ازدراء الإسلام. مما أثار موجة انتقادات ضد قرار المحكمة لكون القناة خاصة بالأغاني وغير معنيّة بالطقوس الدينية. أما مالك القناة جمال الكربولي فرد على موقع تويتر باتّهامه للميليشيات المسلحة باقتحام القناة، كما اتهم الحكومة والشرطة المحلية بالتواطئ في الهجوم، حيث أظهرت الفيديوهات اكتفائهم بالتفرج على المقتحمين. وتوعّد أيضاً بمقاضاة القنوات التي تُسيء للصحابة وللسنّة وبقية طوائف العراق.

## البرامج
- وجهة نظر :تقديم نبيل جاسم متوقف
- البصمة :تقديم نزار الفارس متوقف
- بالمباشر :تقديم خمائل الكاتب
- من الواقع :تقديم علي عذاب
- ناس وناس :تقديم مصطفى الربيعي متوقف
- القرار لكم :تقديم سحر عباس جميل
- ولاية بطيخ :تقديم علي فاضل متوقف
- صباح دجلة :تقديم وهج العاني فانيتا الزعبي

## وصلات خارجية
- الموقع الرسمي لقناة دجلة الفضائية